# نورساويات
النورساويات (الاسم العلمي: Lari) هي رتيبة من الطيور تتبع طائفة الطيور من شعبة الحبليات.

## تصنيف
تضم هذه الرتيبة ثلاثة تصنيفات تحت الرتبة وهي:
- تحت رتبة النورسيدات (الاسم العلمي: Larides) ويحتوي:
  - فيلق النورسينات (الاسم العلمي: Laroidea)
  - فيلق العجهومينات (الاسم العلمي: Rynchopoidea)
- تحت رتبة الأوكيدات (الاسم العلمي: Alcides) وتحتوي على فصيلة وحيدة هي:
  -     - فصيلة الأوكية (الاسم العلمي: Alcidae)
- تحت رتبة غمديدات المنقار (الاسم العلمي: Chionidides) وتحتوي على فصيلة وحيدة هي:
  -     - فصيلة الغمدية المنقار (الاسم العلمي: Chionididae)